# Actio auctoritatis
Actio auctoritatis – w prawie rzymskim, powództwo przysługujące nabywcy, przeciwko zbywającemu, z tytułu wad prawnych rzeczy sprzedanej mancypacyjnie.

## Charakterystyka powództwa
Z mocy actio auctoritatis sprzedawca odpowiadał względem kupującego za wady prawne rzeczy, w podwójnej wysokości ceny wymówionej podczas mancypacji. Skarga należała do actiones in personam.